# Мыльное дерево
Мы́льное де́рево, или Сапи́ндус (лат. Sapīndus) — род вечнозелёных или листопадных небольших деревьев или кустарников семейства Сапиндовые (Sapindaceae), произрастающих в тропиках Азии и Америки.

## Название
Современное научное название растения было дано К. Линнеем, сокращённо от лат. sapo — мыло и indicus — индийский, что дословно означает «индийское мыло». Линнею было известно об использовании индусами плодов дерева Sapindus saponaria при отбеливании тканей.
Иногда мыльным деревом называют кёльрейтерию метельчатую (Koelreuteria paniculata), дерево рода Кёльрейтерия, содержащее сапонины в коре и входящее в то же семейство.

## Ботаническое описание
Вечнозелёные и листопадные деревья небольшого размера или кустарники. 
Листья очередные, перистые, 15—40 см длиной.
Цветки мелкие, собраны в конечные или пазушные метёлки.
Плоды — ягоды, состоящие из 1—3 долей, приблизительно 1,5 см в диаметре, содержат от одного до трёх семян.
В мякоти плодов содержится более 30 различных сапонинов. 

Название, используемое в официальных документах, — плоды мыльного дерева или плоды сапиндуса с указанием вида. 
Также плоды иногда называют «мыльные орехи», «мыльные ягоды» (англ. soapberry), распространяя эти названия на виды Sapindus mukorossi и Sapindus saponaria.

## Химический состав
Моющие свойства плодов дерева обусловлены высоким содержанием сапонинов (до 38%), которые содержатся и в других частях растения.
Известно об отравляющем действии растения на рыб, простейших и насекомых. Компоненты растения входят в состав многих лекарственных препаратов. 

## Применение
В течение многих столетий в Америке и Азии плоды растения применялись как естественное моющее средство при стирке тканей и одежды.
Плоды растения упоминаются в Аюрведе, они применялись в традиционной индийской медицине и широко ценились за наличие противовоспалительных и антимикробных свойств.
В настоящее время растение находит применение в косметике и как экологически безопасное моющее или чистящее средство. Плоды некоторых видов, используются вместо стирального порошка при ручной и машинной стирке. При стирке они не оставляют запаха, сохраняют цвет стираемых вещей, обладают гипоаллергенными свойствами; после использования полностью разлагаются в окружающей среде, не оставляя загрязнений.
Семена обладают высокопрочной оболочкой, которая иногда используется для изготовления браслетов, ожерелий или чёток.
В регионах с тёплым климатом растение культивируется как декоративное или для получения сапонинов.
Отдельные виды возделывались на черноморском побережье Кавказа, в Закавказье и Средней Азии.

## Виды
Род включает около 15 видов.
- Sapindus delavayi (Franch.) Radlk. — Мыльное дерево Делавея, или Сапиндус Делавея, Китай, Индия
- Sapindus drummondii Hook. & Arn. — Мыльное дерево Друммонда, или Сапиндус Друммонда [ syn. Sapindus saponaria var. drummondii (Hook. & Arn.) L.D.Benson], зимостойкий вид с юго-запада США и из Мексики
- Sapindus emarginatus Vahl, Южная Азия
- Sapindus marginatus Willd., Флорида
- Sapindus mukorossi Gaertn. — Мыльное дерево индийское, или Мыльное дерево китайское, или Сапиндус мукоросси [syn.  Sapindus utilis Trab.], Гималаи и Восточная Азия
- Sapindus oahuensis Hillebr. ex Radlk. — Гавайская мыльная ягода, или Сапиндус оахский, эндемик Гавайев
- Sapindus rarak DC. — Мыльное дерево явское [syn.  Dittelasma rarak Hook.f. ex Hiern] , Южная Азия
- Sapindus saponaria L. [1] — Мыльное дерево настоящее, или Вестиндское мыльное дерево, или Сапиндус мыльнянка, юго-восток США, Карибский бассейн, Гавайи, центральная и южная Америка
- Sapindus tomentosus Kurz, Китай
- Sapindus trifoliatus L. — Мыльное дерево трёхлистное, или Сапиндус трёхлистный, Южная Индия, Цейлон, Пакистан
- Sapindus vitiensis A.Gray, Китай